# 鷹哥與鳶妖
鷹哥和鳶妖，是台灣傳說中分別位於鶯歌和三峽的巨大妖鳥，兩隻鳥因為阻礙到鄭成功的軍隊而被其所殺，死後化為當地的地標。

## 傳說

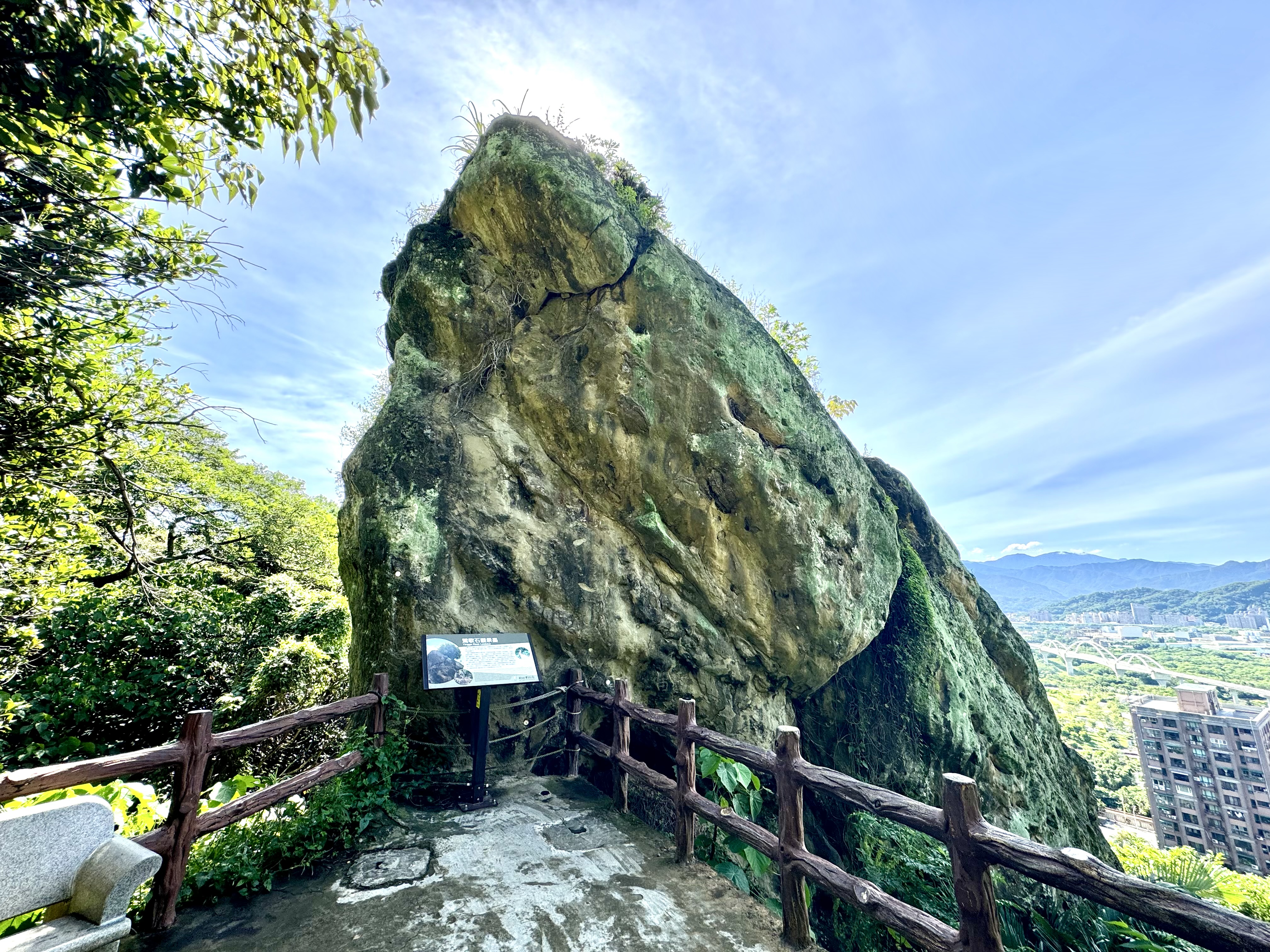
鶯歌石

傳說中，鷹哥和鳶妖是當地盤據的巨大妖怪，雙方互相對峙、吐出毒霧籠罩當地，直到鄭成功率軍經過時，因為在毒霧中迷失方向，且士兵還被鳶妖吞食，因此下令砲擊兩隻妖怪，鷹哥被打斷頸部、鳶妖則被炸斷下顎和鳥喙，兩隻妖鳥紛紛死亡，化為鶯歌石與鳶山，當時鳶山上還有留下被砲彈打中的痕跡。

## 其他傳說

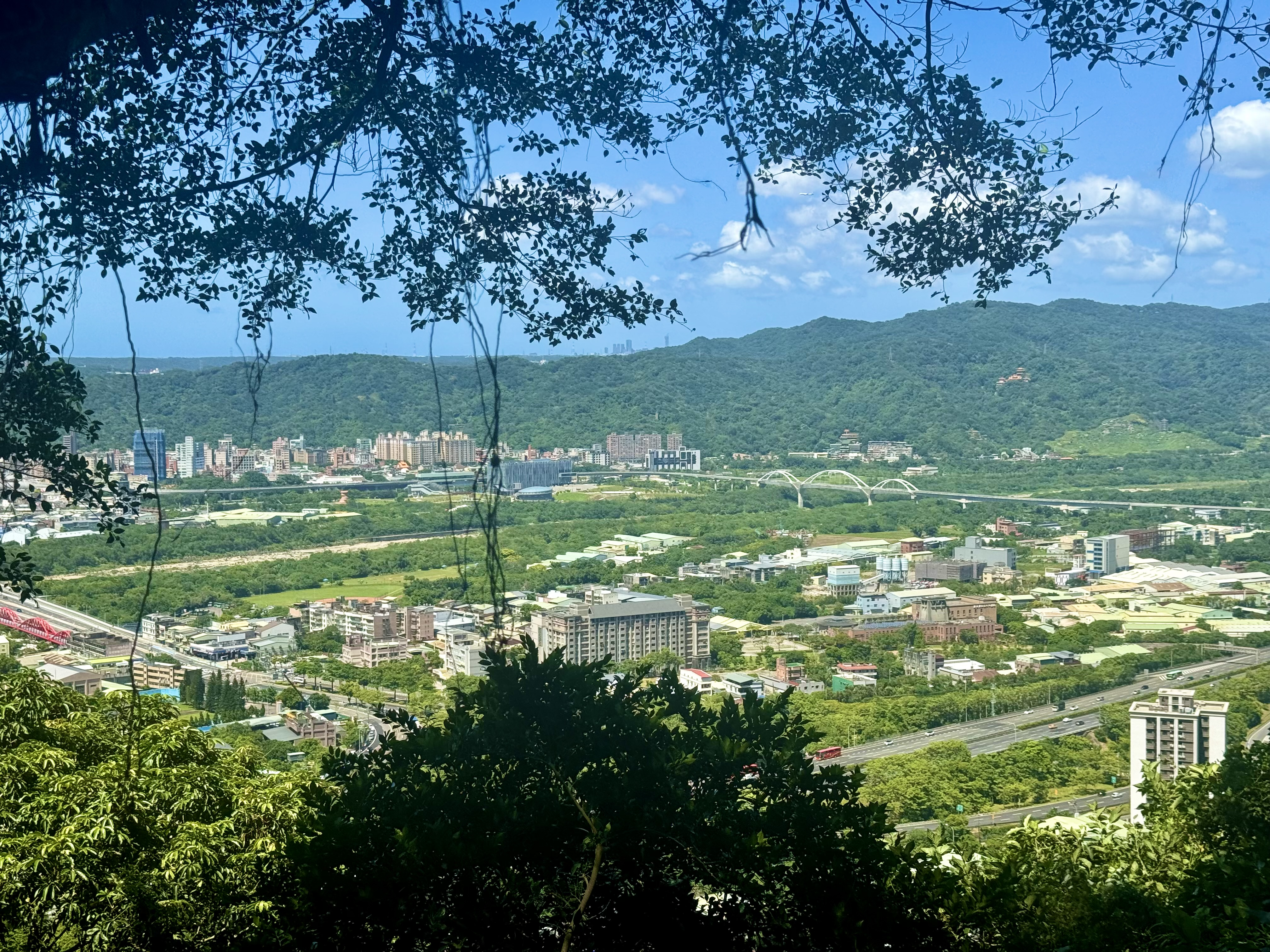
鳶山鳶峰亭望鶯歌石

另有傳說認為，鶯歌石本來就是顆長得像鷹哥的石頭，它會散發毒氣，並且碰到它的人或動物都會生病，之後才被斬斷頸部。另外，平溪也有吞雲吐霧的鶯歌精被打死變成白鶯石的傳說，跟鶯歌的傳說相當類似，很有可能是變體版本。
據說鶯歌石即使遭斷頸，惡意仍未消散，《桃園廳志》記載：「若誤觸此石，災殃忽臻，六畜斃而疫癘流行，地方感其祟，至今人民相戒，無敢近者。」類似日本的「殺生石」。
另外，也有說法聲稱賽夏族的夏姓家族以前在大溪、鶯歌、三峽一帶跟鄭成功的軍隊發生衝突，他們經常躲在石頭後面將路過的漢人殺掉，因此被誤認為是妖怪作祟而用大砲打它。

## 現代研究
事實上，鄭成功在占領台灣後很快就去世了，其勢力也沒有擴及北部區域，而且荷蘭在被鄭氏驅逐時，還佔領了北部一段時間，基本上是不可能來到北部。這則傳說很有可能是在鄭成功的信仰傳至北部後才逐漸出現、流傳開來的，而賽夏族傳說中的「鄭成功」很有可能也只是漢人的代稱，另外，「鶯歌」一詞最早源自「鷹哥」，之後變成「鸚哥」之後才又因改寫而變成「鶯歌」。